# Windpark Hoofdplaatpolder
Windpark Hoofdplaatpolder is een windmolenpark met vijf windturbines van elk 2,3 megawatt in de gemeente Sluis in de Nederlandse provincie Zeeland. Het park is in 2004 operationeel geworden.